# 901-es busz (Győr)
A győri 901-es jelzésű autóbusz a Dunakapu tér és Pinnyéd, Új sor megállóhelyek között közlekedik. A vonalat a Volánbusz üzemelteti.

## Közlekedése
Csak bizonyos rendezvények alkalmával közlekedik.

## Útvonala
| Pinnyéd, Új sor felé | Dunakapu tér felé |
| --- | --- |
| Dunakapu tér – Móricz Zsigmond alsórakpart – Kossuth híd – Rónay Jácint utca – Hédervári út – Jedlik Ányos híd – Radnóti Miklós utca – Erkel Ferenc utca – Kossuth Lajos utca – Liget utca – Nép utca – Újváros, Nép utca, templom – Nép utca – Liget utca – Szalay Imre utca – Radnóti Miklós utca – Olimpia utca – Kunszigeti út – Erdőtelep utca – Új sor – Pinnyéd, Új sor | Pinnyéd, Új sor – Új sor – Erdőtelep utca – Kunszigeti út – Olimpia utca – Radnóti Miklós utca – Szalay Imre utca – Liget utca – Nép utca – Újváros, Nép utca, templom – Nép utca – Liget utca – Kossuth Lajos utca – Híd utca – Töltésszer – Jedlik Ányos híd – Kálóczy tér – Kossuth híd – Móricz Zsigmond alsórakpart – Dunakapu tér |

## Megállóhelyei
| 0  | Dunakapu tér                      | 22 |
| 1  | Rónay Jácint utca                 | ∫  |
| ∫  | Kálóczy tér                       | 20 |
| 2  | Széchenyi István Egyetem          | ∫  |
| ∫  | Híd utca, Rába Quelle fürdő       | 18 |
| 3  | Radnóti Miklós utca, Szarvas utca | ∫  |
| ∫  | Petőfi tér, zsinagóga             | 17 |
| 4  | Erkel Ferenc utca                 | ∫  |
| 6  | Kossuth Lajos utca, Kispiac       | 15 |
| 7  | Budai Nagy Antal utca             | 14 |
| 8  | Liget utca, Festő utca            | 13 |
| 9  | Liget utca, Nyár utca             | 12 |
| 10 | Somos utca                        | 11 |
| 12 | Újváros, Nép utca, templom        | 10 |
| 13 | Somos utca                        | 8  |
| 14 | Liget utca, Nyár utca             | 7  |
| 15 | Olimpiai Sportpark                | 6  |
| 16 | Aqua sportközpont                 | 5  |
| 18 | Fő utca                           | 4  |
| 19 | Ponty utca                        | 3  |
| 20 | Szivárvány utca                   | 2  |
| 21 | Szirom utca                       | 1  |
| 22 | Pinnyéd, Új sor                   | 0  |